# Björn Andrae

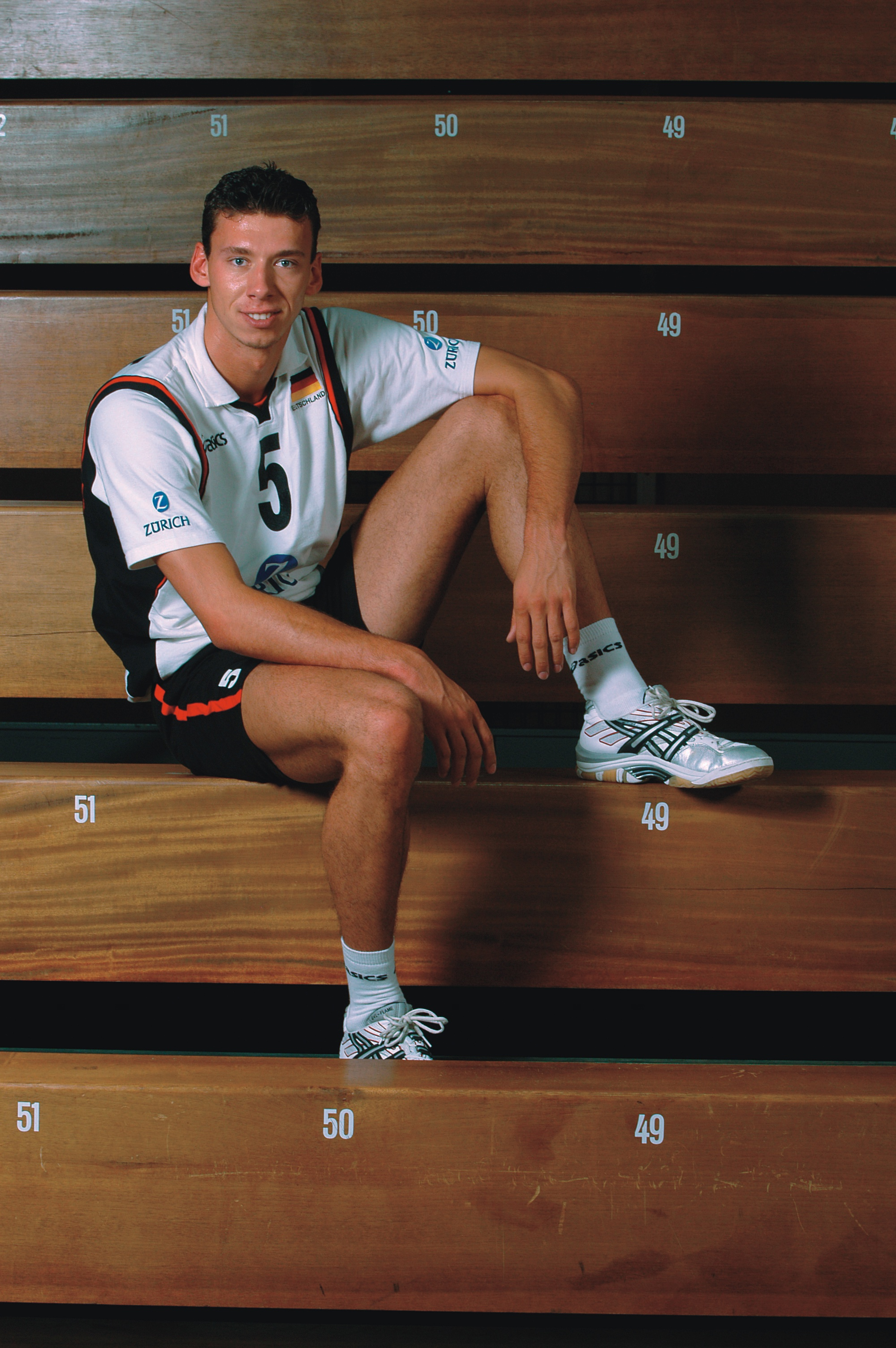
Björn Andrae w 2006 roku

Björn Andrae (ur. 14 maja 1981 w Berlinie) – niemiecki siatkarz, gra na pozycji przyjmującego. Wielokrotny reprezentant Niemiec. 

## Sukcesy klubowe
Puchar CEV:
- 2009
- 1999

Puchar Niemiec:
- 2000, 2001, 2002, 2003

Liga niemiecka:
- 2001, 2002
- 2016

Liga polska:
- 2008[3]

Liga grecka:
- 2009

## Nagrody indywidualne
- 2004, 2005, 2006: Siatkarz roku w Niemczech[4]
- 2004: Najlepszy zagrywający Ligi Europejskiej
- 2021: Najlepszy siatkarz w Niemczech w 2021 roku[5]